# Kutto jezik
Kutto jezik (ISO 639-3: kpa; kupto, kúttò), afrazijski jezk zapadnočadske skupine čadskih jezika, kojim govori oko 3 000 ljudi (1995) iz plemena Kupto u nigeriijskim državama Bauchi (LGA Bajoga) i Borno (LGA Gujba); dva sela.
Zajedno s još pet jezika, pripada užoj skupini A.2. bole-tangale, i podskupini pravih tangale jezika

## Vanjske poveznice
- Ethnologue (14th)
- Ethnologue (15th)